# استوایک
استوایک (به انگلیسی: Stewiacke) یک منطقهٔ مسکونی در کانادا است که در شهرستان کالچستر، نوا اسکوشیا واقع شده‌است. استوایک ۱۷٫۶۲ کیلومتر مربع مساحت و ۱٬۳۷۳ نفر جمعیت دارد و ۱۰۰ متر بالاتر از سطح دریا واقع شده‌است.